# HOTOL
HOTOL (pour « HOrizontal TakeOff and Landing », signifiant « décollage et atterrissage horizontaux ») était un projet de lanceur orbital monoétage réutilisable britannique, étudié par British Aerospace — absorbé depuis par BAE Systems — et Rolls Royce au milieu des années 1980. Sa propulsion devait être assurée par un moteur hybride particulier, fonctionnant à la fois comme un moteur-fusée classique, consommant de l'oxygène et de l'hydrogène liquide contenus dans des réservoirs, mais pouvant également utiliser l'oxygène de l'air extérieur dans les couches basses de l'atmosphère.
Piloté de manière totalement automatique, HOTOL était conçu pour placer en orbite basse une charge utile comprise entre 7 et 8 tonnes. De par sa conception, qui favorisait la réutilisation et la rapidité de mise en œuvre, il devait permettre de réduire les coûts des lancements en orbite basse et faciliter les opérations spatiales menées depuis l'Europe. Le projet fut toutefois abandonné dès le début des années 1990, faute de financement et faisant face à un manque d'intérêt de la part des acteurs majeurs du secteur spatial européen, ceux-ci préférant se tourner vers le lanceur Ariane 5, de conception plus classique.

## Généralités
De nombreux projets d'avions spatiaux réutilisables virent le jour dans les années 1980 à 2000. Conçu comme un avion orbital monoétage réutilisable, le HOTOL devait permettre de lancer des satellites en orbite terrestre basse ou de récupérer du matériel déjà présent en orbite pour le ramener sur terre, à des coûts fortement réduits, et avec une cadence de rotation rapide entre les lancements. Des projets à plus long terme envisageaient même d'en faire un avion de ligne civil à grande vitesse, permettant de relier des points très éloignés du globe en moins d'une heure. L'appareil devait recevoir un moteur aérobie unique, le RB.545, également désigné « Swallow », alors en cours de développement par le constructeur britannique Rolls-Royce. Les ergols alimentant ce moteur-fusée étaient de l'hydrogène et de l'oxygène liquides, mais à la différence d'un moteur-fusée classique, l'oxygène pouvait également être prélevé dans les couches basses de l'atmosphère pendant la première partie du vol, ce qui réduisait de manière importante la quantité d'oxydant devant être embarquée à bord pour la mission. Comme l'oxydant représente typiquement la majeure partie de la masse d'une fusée au décollage, HOTOL devait pouvoir se passer de deuxième étage et être considérablement plus petit et léger que les concepts de fusées « pures », avec une taille approximativement équivalente à celle de avion de ligne moyen-courrier McDonnell Douglas DC-9/MD-80. Le circuit d'hydrogène passait dans un échangeur, qui liquéfiait l'oxygène de l'air pour son stockage. Cela en faisait le projet le plus audacieux et, selon ses promoteurs, le moins cher de sa catégorie. Les solutions techniques retenues devaient le placer loin devant la Navette spatiale américaine, dont plus de 40 % du coût d'un lancement était lié au personnel assurant sa mise en œuvre et seulement 16 % pour sa partie réutilisable, ou la fusée Ariane 5, dont le coût par lancement était plus compétitif — en particulier pour les satellites en orbite géostationnaire — mais dont aucun élément n'est récupéré après le lancement,.
Alors que l'étude de la preuve de concept du HOTOL était en cours, l'Industrie et le Gouvernement britannique tentèrent d'établir des coopérations internationales permettant de développer, produire et exploiter l'avion spatial,. Malgré un certain intérêt de la part des États-Unis, il n'y eut que peu d'engouement de la part des membres de l'Agence spatiale européenne (ESA), et le Gouvernement britannique n'était pas prêt à se passer d'une participation de l'ESA. De plus, le projet rencontra des problèmes techniques et de nombreuses voix affirmèrent que des systèmes alternatifs conventionnels utilisant des techniques de construction similaires remettaient en cause les avantages initiaux supposés de l'architecture du concept HOTOL. En 1989, le financement du projet fut arrêté. La fin des travaux sur cet appareil mena à la création de la société Reaction Engines Limited (REL), qui travaille depuis à la conception d'un nouveau projet, le Skylon, reprenant les technologies du HOTOL ainsi que de son moteur.

## Conception et développement

### Origines
Les idées derrière la conception du HOTOL émergèrent des travaux réalisés par l'ingénieur britannique Alan Bond (en) dans le domaine des moteurs à réaction à pré-refroidisseurs. Bond avait spécifiquement effectué ces recherches dans le but de produire un moteur viable pour propulser un lanceur spatial. En 1982, British Aerospace (BAe), qui était le principal constructeur de satellites européen, commença à étudier un potentiel nouveau lanceur, avec pour objectif un coût des lancements équivalent à seulement 20 % de celui de la navette spatiale mise en œuvre par la NASA,. BAe découvrit que le constructeur britannique Rolls-Royce travaillait sur un moteur adapté, puis décida rapidement de concevoir un avion orbital monoétage entièrement réutilisable comme futur système de lancement spatial.
Le projet devint alors rapidement une coopération entre BAe et Rolls-Royce, mené par les ingénieurs John Scott-Scott (en) et Bob Parkinson (en). Au début, il fut envisagé d'« européaniser » le projet et d'impliquer d'autres nations dans son processus de développement et de production, une somme estimée à quatre milliards de livres sterling ayant été jugée nécessaire pour financer son développement à pleine échelle. En août 1984, BAe exposa publiquement son projet de lanceur de satellites HOTOL et dévoila des détails sur ses opérations prévues. Une flotte de quatre appareils devait être produite et permettre de réaliser de 25 à 30 vols par an, voire plus si nécessaire. Un premier vol était prévu pour l'année 1998. Le coût d'un lancement était estimé à 10 millions de dollars.
En décembre 1984, un mémorandum du Département du Commerce et de l'Industrie (en) (DTI) nota que l'Allemagne de l'Ouest était intéressée par le programme, alors que la France avait adopté une attitude critique envers celui-ci, ce que le ministère attribua au fait que ce projet pouvait être vu comme un concurrent des projets déjà menés par la France. D'après le ministre du Commerce et de l'Industrie Geoffrey Pattie, la pression diplomatique française effectuée pour obtenir du soutien pour son propre projet d'avion spatial Hermès avait par inadvertance produit de l'intérêt parmi les membres de l'Agence spatiale européenne pour le projet HOTOL. Toutefois, malgré ce climat de potentiel intérêt et soutien européen, il y eut globalement une attitude de réticence au sein du Gouvernement britannique pour prendre la tête d'un projet de nouveau lanceur spatial.

### Intérêt américain et étude de concept
En mars 1985, des rumeurs affirmaient que Rolls-Royce était en train de conclure des accords de licence pour la technologie moteur du HOTOL avec le motoriste américain Rocketdyne. En avril 1985, Pattie écrivit au Secrétaire d'État à la Défense britannique Michael Heseltine pour lui proposer un plan d'études à trois millions de livres devant être réparties sur deux ans suivant un partenariat public-privé,, consistant en un million de livres fournies par le Gouvernement britannique et le reste par les industriels Rolls-Royce et BAe eux-mêmes. Pattie se montra rassurant en déclarant que le projet servirait « les capacités stratégiques et que les tests de technologies clés pourrait entraîner des collaborations internationales ». D'après la revue aérospatiale spécialisée Flight International, le soutien du Ministère de la Défense britannique (MoD, Ministry of Defence) était critique car le concept du moteur du HOTOL avait été classifié,.
En juillet 1985, le directeur technique de Rolls-Royce Gordon Lewis déclara que la firme souhaitait l'implication du secteur propulsion du Royal Aircraft Establishment (RAE), et que Rolls-Royce n'était pas prêt à investir ses propres fonds dans le développement d'un moteur pour le HOTOL. Les travaux sur l'étude de preuve de concept en deux ans commencèrent au second semestre de l'année 1985,. Précédemment, il y eut une pression considérable pour démontrer la faisabilité et la crédibilité du projet avant la prise de décisions finales de l'ESA au sujet du projet de l'Hermès, qui devint plus tard le lanceur Ariane 5, et les travaux se focalisèrent donc sur la validation des technologies critiques nécessaires pour le projet.
En novembre 1985, les discussions entreprises par le DTI et le RAE notèrent que Rolls-Royce cherchait à obtenir des données américaines sur la technologie des statoréacteurs, afin de faire avancer les travaux sur leur moteur, auquel ils se référaient par la désignation de « Swallow ». Selon les témoignages, la United States Air Force était intéressée par la technologie du Swallow pour ses fins propres. En novembre 1985, des discussions entre le premier ministre britannique Margaret Thatcher, le ministre sans portefeuille David Young et le conseiller scientifique du Président des États-Unis Ronald Reagan George A. Keyworth II (en) marqua l'intérêt américain dans la collaboration en vue de développer des véhicules hypersoniques tels que le HOTOL, et qu'un prototype pouvait prendre l'air dès l'année 1990. L'Agence spatiale américaine (NASA) travaillait alors à la conception d'un projet similaire mais technologiquement plus complexe, le NASP (pour National Aero-Space Plane), qui devait atteindre des vitesses bien plus élevées dans l'atmosphère — Mach 5 à Mach 12 — grâce à un statoréacteur à combustion supersonique (scramjet),.
D'après les dossiers du Gouvernement britannique, ni BAe, ni le Ministère de la Défense, ne furent enthousiastes à propos d'une participation des Américains dans le programme, craignant qu'une telle implication puisse finalement mettre le Royaume-Uni sur une position de « suiveur » au sein d'un projet qu'il avait initialement mis en place et dont il était le leader. Une autre croyance stipulait que si le Royaume-Uni s'associait avec les États-Unis, le pays risquait de se retrouver coincé à l'écart des travaux sur les futurs lanceurs européens. Toutefois, Rolls-Royce estimait qu'une coopération transatlantique était nécessaire. Le chef des projets futurs de BAe, Peter Conchie, déclara que, si c'était possible, HOTOL devait devenir un élément du réseau spatial européen. Début 1985, le Gouvernement britannique accepta le plan d'études sur deux ans,,, devant selon Alan Bond déboucher sur une période de travaux de douze ans pour mener le projet à maturité,. Les travaux sur le concept démarrèrent dès le mois d'octobre, en collaboration étroite avec Rolls-Royce.

### Problèmes et critiques envers le programme
En décembre 1994, le consultant en gestion de projet David Andrews publia un rapport de huit pages émettant de nombreuses critiques envers le programme HOTOL, notant par exemple que le concept était essentiellement optimisé pour la phase ascensionnelle du vol, ce qui l'exposait à de sévères contraintes thermiques lors de son retour dans l'atmosphère, en raison d'une faible traînée aérodynamique. Il déclara également que le vaisseau n'offrait aucune capacité qui n'était pas déjà disponible. BAe déclara que des réponses avaient été données à ces critiques. En avril 1985, le contrôleur assistant du département de le Recherche et du Développement (R&D) du Ministère de la Défense britannique, James Barnes, déclara que le HOTOL manquait de justification, et qu'il n'existait aucun besoin en matière de Défense pour un engin de ce type. Il nota également que « les problèmes d’ingénierie [étaient] considérables » et qu'il y avait peu de chances que l'appareil n'entre en service avant les années 2020. Barnes nota toutefois que le concept du moteur du HOTOL était « ingénieux ».
En novembre 1985, le Royal Aircraft Establishment (RAE) publia une évaluation de la proposition d'études du projet HOTOL. L'organisme estimait que le développement du HOTOL nécessiterait jusqu'à vingt ans, au lieu des douze années qui avaient initialement prévues par l'Industrie. Le RAE prévoyait également que le projet aurait un coût total estimé à cinq milliards de livres sterling (valeur 1985), dont 750 millions auraient été nécessaires pour une phase de définition de projet sur six ans et environ 25 millions pour une étude de faisabilité de pré-définition.
Enfin, pendant le développement, il fut découvert que le moteur — un élément relativement lourd, comparé à la masse totale du véhicule — installé en position arrière déplaçait le centre de masse du véhicule vers l'arrière. Cela signifiait que le véhicule devait être conçu avec un centre aérodynamique — le point où les forces aérodynamiques autour de l'appareil s'équilibrent — le plus loin possible en arrière, afin d'assurer une bonne stabilité à l'appareil sur tout son domaine de vol,. Une reconception du véhicule pour parvenir à la bonne configuration aérodynamique nécessitait l'ajout d'une masse importante de systèmes hydrauliques pour actionner les diverses gouvernes, ce qui grignotait une proportion significative de la charge utile que pouvait emportait le vaisseau. De plus, ce retour aux planches à dessin risquait d'écailler un peu l'image d'appareil économique qui avait initialement présidé à l'élaboration du projet. En particulier, certaines analyses semblaient indiquer qu'une technologie similaire appliquée à une approche « purement fusée » donnerait approximativement les mêmes performances pour un coût moindre.

### Arrêt du programme
En 1989, les perspectives du programme HOTOL étaient devenues sombres. Dès le départ, le projet avait reçu un soutien inégal de la part du Gouvernement britannique,. et des divers partenaires industriels — en partie à cause du secret qui entourait le projet, —, tandis que les États-Unis s'étaient présentés comme la seule nation étrangère qui avait réellement envisagé d'y contribuer sérieusement. Il n'y eut que peu de prospections pour une participation européenne, l'ESA ayant à ce moment-là déjà voté pour la poursuite du développement de ce qui deviendrait plus tard la fusée Ariane 5, un système de lancement conventionnel,.
Rolls-Royce se retira du projet, estimant qu'il n'y avait qu'un marché très limité pour ce type de moteurs, et que sa production ne parviendrait très probablement pas à compenser ses coûts de développement. Le Gouvernement britannique refusa de continuer le financement du HOTOL. Alors que le projet était quasiment arrivé au bout de sa phase de conception, la plupart des plans étaient encore en un état spéculatif : à ce moment-là, l'avion était toujours empêtré dans les problèmes aérodynamiques et présentait encore de nombreux inconvénients opérationnels.

### Successeurs
Une reconception plus économique, désignée « Interim HOTOL » (« I-HOTOL ») ou « HOTOL 2 », devant être lancée depuis le dos d'un avion-cargo Antonov An-225 modifié — recevant deux moteurs supplémentaires pour gagner de la vitesse à haute altitude —, fut présentée par BAe en 1991 mais également rejetée. Moins ambitieux, le concept I-HOTOL devait laisser de côté la solution du moteur aérobie et était conçu pour utiliser des moteurs-fusées RD-0120 de conception russe bien plus conventionnels, consommant l'habituel mélange cryogénique d'hydrogène et oxygène liquides,. De par sa conception, il était proche du concept MAKS-D soviétique, qui était d’ailleurs développé en collaboration avec BAe et devait permettre de tester une partie des solutions techniques retenues pour sa conception,,,. Les moteurs devait pouvoir être réutilisés de 20 à 25 fois. Le prix d'un lancement avait été estimé à environ 110 millions de dollars.
En 1989, le cocréateur du HOTOL, Alan Bond, ainsi que les ingénieurs John Scott-Scott et Richard Varvill, créèrent la société Reaction Engines Limited (REL). Ils travaillent depuis sur un nouveau moteur hybride aérobie, le SABRE — qui emploie des concepts alternatifs s'appuyant sur les brevets de Rolls-Royce — et l'avion spatial Skylon, qui doit pouvoir résoudre les problèmes qui affectaient le HOTOL. Ils ont publié pour la première fois ces deux concepts en 1993, et en développent depuis les technologies clés, telles le moteur et son pré-refroidisseur — un échangeur de chaleur abaissant fortement la température de l'air d'admission du moteur —, initialement développés sur fonds privés, mais désormais soutenus par l'Agence spatiale européenne, l'Agence spatiale du Royaume-Uni, British Aerospace et l'Air Force Research Laboratory.
En mars 2019, après une revue du concept du cœur du moteur SABRE, l'ESA et l'Agence spatiale britannique ont déclaré qu'ils étaient prêts pour la réalisation d'une première phase de tests au cours de l'année 2020.

## Caractéristiques techniques

### Caractéristiques générales et fonctionnement au cours d'une mission
Le HOTOL devait être un aéronef non-piloté de type « SSTO » entièrement réutilisable, pouvant placer une charge utile de 7 à 8 tonnes sur une orbite de 300 km,. Étant conçu pour être utilisé à la manière d'un avion classique, il devait se contenter de « simples » aérodromes pour réaliser ses missions et ne monopolisait pas une aire de lancement pendant plusieurs jours ou semaines avant chaque tir, ce qui explique les cadences de lancement élevées annoncées par BAe lors de la publication des plans du projet. Les aérodromes permettant de mettre en œuvre le HOTOL devaient tout de même être un minimum équipés pour parvenir à réaliser des lancements, en particulier à cause de ses ergols cryogéniques et des techniques particulières liées à leur emploi. D'autres contraintes devaient être également liées au bruit probablement élevé produit par son moteur au fonctionnement assez particulier, ainsi qu'aux nuisances environnementales provoquées par le vol supersonique, produisant un « bang sonore » caractéristique assez incommodant sur son passage. Toutefois, ce niveau de nuisances sonores devait être très probablement bien moins élevé que le bruit assourdissant et les vibrations importantes produits au décollage par la Navette spatiale américaine, résultant essentiellement du mode de propulsion retenu pour assurer sa première phase de vol, à l'aide de propulseurs à poudre extrêmement bruyants.
Fonctionnant de manière entièrement automatique grâce à de nombreux ordinateurs embarqués,, l'appareil devait décoller d'une piste classique, effectuant une course de 2 300 m installé sur un grand chariot propulsé par des fusées devant l'aider à atteindre sa « vitesse de travail »,, prenant son envol à approximativement 522 km/h,. Le moteur devait basculer de son mode de fonctionnement aérobie vers le mode « fusée » à une altitude comprise entre 26 000 et 32 000 m, à une vitesse atteignant alors Mach 5 à Mach 7,,, au bout de seulement huit minutes de vol. L'avion devait ensuite grimper jusqu'à une altitude de 90 000 m — où l'atmosphère terrestre a presque totalement disparu — et atteindre une vitesse de 7,9 km/s, puis couper son moteur principal et effecteur une phase de vol balistique jusqu'à atteindre son orbite. Une fois atteinte l'altitude prévue, un autre moteur-fusée plus petit était allumé pour effectuer la petite augmentation de vitesse nécessaire à la circularisation de l'orbite, à une altitude d'environ 300 km. Après avoir atteint l'orbite terrestre basse, le HOTOL était manœuvré grâce à un système de manœuvres orbitales, également désigné OMS (pour « Orbital Maneuvering System »), comprenant 22 moteurs-fusées redondants qui lui permettaient également de ralentir et de se placer dans la bonne position avant la rentrée atmosphérique,. Le HOTOL étant prévu pour ne rester qu'un temps relativement limité dans l'espace (missions d'environ 50 heures), la fonction de ce système devait être réalisée en utilisant simplement la vidange des ergols installés dans des réservoirs séparés à l'intérieur du véhicule,, ce qui évitait le recours à l'installation d'isolations supplémentaires sur les réservoirs principaux, qui auraient pénalisé la masse à vide du véhicule. L'emploi de l'hydrogène sous pression éliminait au passage le montage de moteurs-fusées complexes pour les manœuvres en orbite. Pour les mêmes raisons de durée relativement courte des missions, l'énergie électrique du bord devait être fournie par des batteries, bien qu'un recours aux piles à combustible fut jugée envsageable pour de potentielles missions plus longues. Une fois sa mission achevée, l'appareil devait rentrer dans l'atmosphère et planer à un angle de descente de 16° jusqu'à une piste conventionnelle,. L'atterrissage devait s'effectuer d'une manière similaire à celui de la Navette spatiale américaine, mais plus « douce », car le HOTOL pouvait se contenter d'une longueur minimale d'environ 1 800 m sur piste mouillée,. La vitesse d'approche à l'atterrissage était d'environ 316 km/h,.
Il était prévu qu'une seule charge utile soit embarquée à chaque vol, car BAe avait jugé que cette pratique serait plus économique. Elle permettait en effet de se débarrasser des contraintes liées aux lancements doubles — qui d'ailleurs sont un problème régulier pour le lanceur Ariane 5 et augmentent les contraintes et/ou le coût de ses lancements —, grâce à la suppression des interfaces entre charges multiples, ainsi que le fait que chaque mission n'était liée qu'à un seul opérateur à la fois,.
Pendant sa phase de vol à haute altitude, le HOTOL aurait été connecté à des stations terrestres et des satellites de navigation (GPS) en orbite, alors qu'un radar aurait été utilisé pour les phases de décollage et d'atterrissage. En plus de placer des satellites en orbite basse ou géosynchrone, le HOTOL aurait dû également être capable de réaliser les récupérations de satellites ou de matériel en orbite basse,,. Les publications promotionnelles de BAe présentaient des illustrations dans lesquelles le HOTOL était amarré à la Station spatiale internationale (ISS), reconnaissant toutefois que ce type de missions aurait nécessité la présence d'un équipage, car les systèmes automatisés de l'époque n'étaient pas encore capables de réaliser de telles manœuvres,. Initialement, le HOTOL devait être un appareil entièrement automatique. Toutefois, il était potentiellement prévu à une date ultérieure de réinstaller un pilote à son bord. Ces missions habitées auraient cependant nécessité l'installation d'une cabine pressurisée à l'intérieur de la soute initialement réservée aux charges utiles, ce qui pénalisait la masse maximale de ces dernières. Une autre ambition potentielle du projet était de créer un avion de ligne intercontinental ultra-rapide, capable d'embarquer soixante passagers pour des vols reliant Londres à Sydney en seulement une heure, voire moins de trois-quarts d'heure.

### Caractéristiques structurelles et protection thermique
Selon les derniers plans réalisés avant son abandon, le HOTOL aurait eu une longueur de 62 m pour une hauteur de 12,8 m, avec un diamètre du fuselage 5,7 m et une envergure de 19,7 m. Le dessin de son aile était dérivé de celui employé pour l'avion de ligne supersonique Concorde ; Sa grande surface résultait en une charge alaire relativement faible, ce qui aurait donné des températures moins élevées lors de la rentrée atmosphérique,, n'excédant jamais 1 400 °C,,,,. La structure du HOTOL était un mélange de pratiques courantes dans l'Aviation conventionnelle et de nouvelles solutions techniques directement liées au vol transatmosphérique. Le nez était fait d'un alliage de carbone et de carbure de silicium, capable d'encaisser les plus hautes températures subies lors de la rentrée, alors que la section de transition placée derrière était faite en alliage de titane,, les deux parties étant reliées entre elles par une structure en treillis qui les reliait également au réservoir d'hydrogène liquide,,. Ce dernier était une imposante structure en matériaux composites à base de fibre de carbone. Le réservoir d'oxygène liquide, le plus dense des deux ergols employés par le moteur, était placé à l'arrière du véhicule, de même que les courtes ailes qui assuraient la création de portance pendant les phases de vol/plané atmosphériques,,. Le véhicule était également doté d'un plan vertical avant, censé réduire les contraintes structurelles et de plans « canard » horizontaux, ces derniers faisant l'objet d'un brevet particulier de la part de BAe : améliorant la maniabilité au décollage et aux vitesses transsoniques, ils devaient en effet être largués à l'aide de charges pyrotechniques lorsque la partie subsonique du vol ascensionnel était achevée. Tous les éléments nécessitant de la puissance hydraulique pour fonctionner étaient alimentés par quatre APUs redondantes. fonctionnant à l'hydrazine.
La protection thermique permanente du HOTOL était constituée de plusieurs panneaux rectangulaires en alliage de carbone et de carbure de silicium, maintenus 15 cm à l'écart de la structure interne du vaisseau par des entretoises montées sur charnières,. Ces panneaux s'emboîtaient mais un léger écart entre eux devaient leur permettre de se dilater de manière indépendante,,. La structure centrale du HOTOL était plus conventionnelle, étant constituée de longerons et de raidisseurs recouverts d'un revêtement travaillant, probablement construite en fibres ou en alliage de titane afin de supporter des températures de 430 °C,. Cette partie du véhicule était celle qui contenait la soute ou était placée la charge utile. La structure des ailes et de la dérive était également semblable à celle rencontrée habituellement sur les avions conventionnelles, comprenant aussi des longerons et des raidisseurs. Les bords d'attaque des ailes et le dessous du véhicule étaient également dotés d'une protection thermique,. Toutefois, le HOTOL n'aurait pas nécessité l'installation de tuiles protectrices comme celles composant le système de protection thermique de la navette spatiale américaine : ses panneaux de protection auraient été installés de manière permanente et devaient durer aussi longtemps que le vaisseau lui-même,. Une autre différence avec la Navette américaine venait de l'intégration de radiateurs dans certains des panneaux de protection thermique du fuselage, ce qui éliminait le besoin de laisser en permanence les portes de soute ouvertes pour dissiper la chaleur des systèmes dans l'Espace. Sur la Navette spatiale américaine, cette contrainte obligeait à doter certains équipements installés en soute d'écrans de protection solaire, ce qui devenait superflu sur le HOTOL.
Le train d'atterrissage de petite taille embarqué à bord du véhicule l'aurait rendu incapable de reposer sur ses roues à pleine charge, ce qui justifiait aussi le recours au chariot spécial pour le décollage,, et nécessitait une vidange rapide des réservoirs en cas de situation menant à un atterrissage d'urgence peu après le décollage.

### Moteur
Le RB.545, qui reçut le nom de Swallow (« Hirondelle ») de la part de son constructeur, le motoriste britannique Rolls-Royce, était un moteur-fusée à cycle hybride aérobie/anaérobie, désigné en anglais « air-breathing rocket engine ». De conception particulière, il pouvait fonctionner selon deux modes, étant capable de consommer l'oxygène de l'air extérieur pendant sa phase de vol atmosphérique (fonctionnement similaire à celui d'un turboréacteur) et puiser l'oxygène de réservoirs internes une fois sorti des couches denses de l'atmosphère (fonctionnement similaire à celui d'un moteur-fusée),,,. Ce moteur, qui aurait été capable de propulser le véhicule à des vitesses hypersoniques, était un élément crucial du programme et était considéré comme étant au « cœur des coûts de lancement très faibles du HOTOL ».
En raison des potentielles applications militaires de ce moteur, les détails exacts le concernant furent couverts par l'Official Secrets Act britannique,,. Par conséquent, il n'y eut que peu d'informations publiques concernant son développement et son utilisation. Toutefois, les données sur ce moteur furent plus tard déclassifiées lorsque la politique du Gouvernement changea afin de prévenir la conservation de brevets secrets sans justification valable,.
Lorsque l'avion évoluait dans l'atmosphère, l'air était prélevé par deux deux entrées d'air dotées de rampes (en) verticales, puis le flux d'air entrant était divisé, laissant une quantité correcte arriver vers les pré-refroidisseurs et l'excédent vers des conduits de débordement. L'hydrogène provenant des réservoirs internes passait à travers les pré-refroidisseurs — des échangeurs de chaleur très performants — avant de pénétrer à haute pression à l'intérieur d'un moteur fonctionnant alors comme un turboréacteur à fort taux de compression, l'hydrogène réchauffé après son passage dans le pré-refroidisseur entraînait une turbine pour comprimer et amener l'air refroidi à l'intérieur du moteur-fusée, où il était brûlé avec une partie de l'hydrogène qui avait servi à le refroidir. La majeure partie de l'hydrogène gazeux en trop était rejetée derrière le moteur, avec une petite proportion prélevée pour réchauffer l'air dans les conduits de débordement, afin de leur donner des caractéristiques de statoréacteur et créer un effet de « traînée négative » sur l'entrée d'air alimentant le moteur. Ces statoréacteurs étaient généralement présentés comme deux cercles rouges brillants derrière les moteurs-fusées dans les illustrations du projet HOTOL.
Afin de prévenir le givrage des pré-refroidisseurs, le premier refroidissait l'air à une température environ 10 °C au-dessus de son point de givrage, afin de liquéfier la vapeur d'eau présente dans l'air. Ensuite, l'oxygène liquide était injecté dans le flux d'air pour faire tomber la température à −50 °C, faisant geler instantanément l'eau en cristaux de glace microscopiques, suffisamment froids pour qu'ils ne fondent pas à cause de l'échauffement cinétique au moment de percuter les éléments du deuxième pré-refroidisseur. Un piège à eau aurait pu être installé après le premier pré-refroidisseur si les conditions d'utilisation avaient produit trop d'humidité.
Lorsqu'il devenait impossible d'utiliser l'atmosphère pour la combustion, le RB-545 devait basculer sur son mode fusée, utilisant alors l'oxygène liquide de ses réservoirs internes pour brûler l'hydrogène liquide, donnant alors des performances similaires à celles d'un moteur-fusée cryotechnique à haute impulsion spécifique.